# 朱麗埃塔 (愛達荷州)
朱麗埃塔（英語：Juliaetta）是一個位於美國愛達荷州拉塔縣的城市。

## 地理
朱麗埃塔的座標為46°34′44″N 116°42′22″W / 46.57889°N 116.70611°W，而該地的平均海拔高度為357米（即1171英尺）。

## 人口
根據2020年美國人口普查的數據，朱麗埃塔的面積為1.84平方千米，當中陸地面積為1.81平方千米，而水域面積為0.03平方千米。當地共有人口624人，而人口密度為每平方千米339.13人。